# Wavrechain-sous-Denain
Ne doit pas être confondu avec Wavrechain-sous-Faulx.
Wavrechain-sous-Denain est une commune française, située dans le département du Nord en région Hauts-de-France.

## Géographie

### Description
Wavrechain-sous-Denain est une commune de la banlieue de Denain dans l'ancien Bassin minier du Nord-Pas-de-Calais, située à 8 km au sud-ouest de Valenciennes et à 18 km de la frontière entre la Belgique et la France, à 22 km au nord-est de Cambrai, 45 km à l'est d'Arras et à 42 km ay sud-est de Lille, proche du Parc naturel régional Scarpe-Escaut.
Elle est traversée par le sentier de grande randonnée de pays (GRP) du Bassin minier Nord-Pas-de-Calais.
La ligne de Lourches à Valenciennes traverse le territoire communal, dont la station la plus proche est la gare de Denain, desservie par des trains régionaux du réseau TER Hauts-de-France, qui effectuent des missions entre Cambrai et Valenciennes.

### Localisation
|        | Oisy                   | Hérin      |
| Denain | Wavrechain-sous-Denain | Rouvignies |
|        | Haulchin               |            |

### Hydrographie

#### Réseau hydrographique
La commune est située dans le bassin Artois-Picardie. Elle est drainée par l'Escaut canalisée et un autre petit cours d'eau,.
L'Escaut est un fleuve européen de 355 km de long, qui traverse trois pays (France, Belgique et Pays-Bas), avant de se jeter en mer du Nord. La partie canalisée en France relie Cambrai à , après avoir traversé 34 communes.

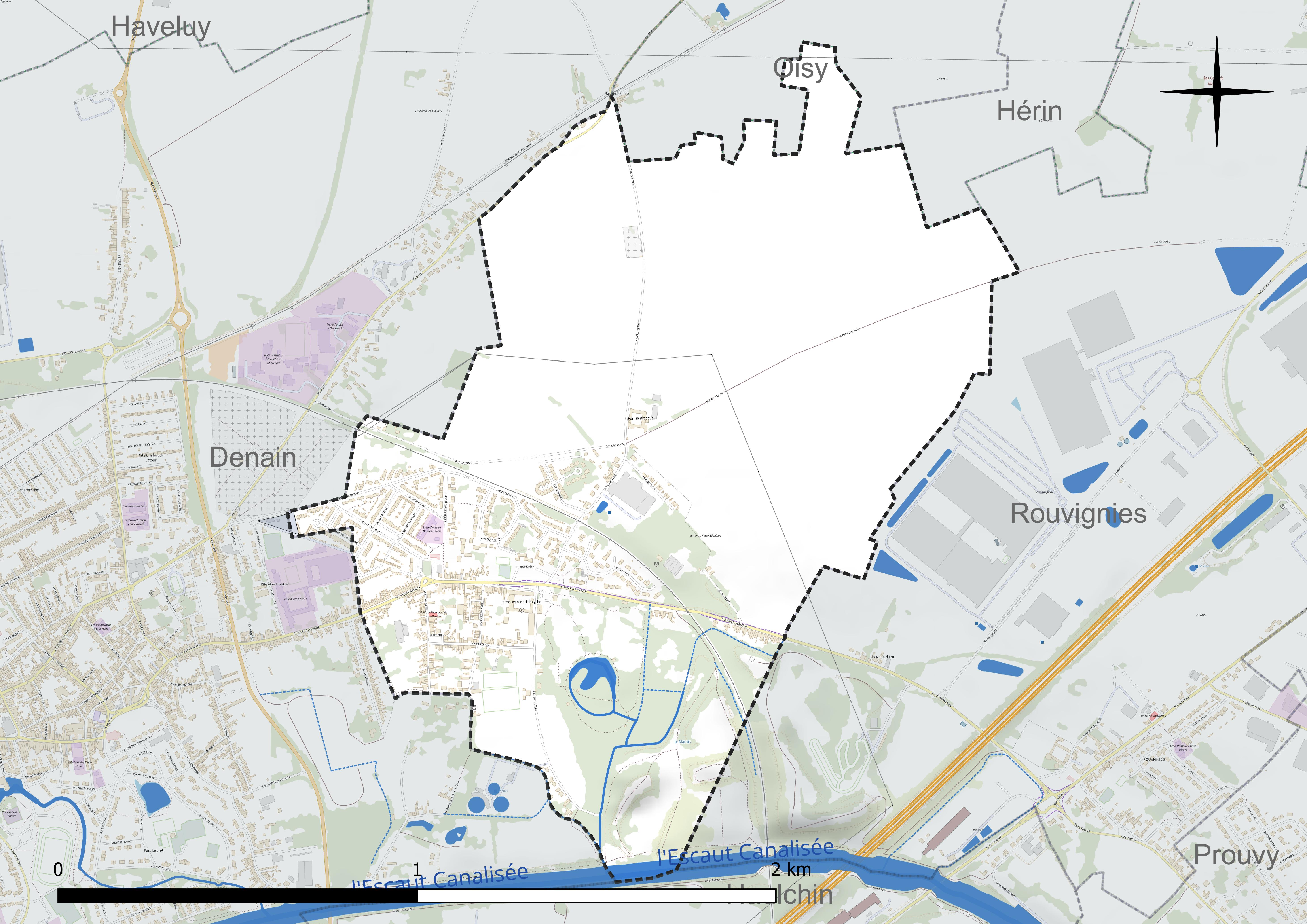
Réseau hydrographique de Wavrechain-sous-Denain.

#### Gestion et qualité des eaux
Le territoire communal est couvert par le schéma d'aménagement et de gestion des eaux (SAGE) « Escaut ». Ce document de planification concerne un territoire de 2 005 km2 de superficie, délimité par le bassin versant de l'Escaut. Le périmètre a été arrêté le 9 juin 2006 et le SAGE proprement dit a été approuvé le 13 juillet 2021. La structure porteuse de l'élaboration et de la mise en œuvre est le syndicat mixte Escaut et Affluents (SyMEA).
La qualité des cours d'eau peut être consultée sur un site dédié géré par les agences de l'eau et l'Agence française pour la biodiversité.

### Climat
Pour des articles plus généraux, voir Climat des Hauts-de-France et Climat du Nord.
En 2010, le climat de la commune est de type climat océanique dégradé des plaines du Centre et du Nord, selon une étude du CNRS s'appuyant sur une série de données couvrant la période 1971-2000. En 2020, Météo-France publie une typologie des climats de la France métropolitaine dans laquelle la commune est dans une zone de transition entre le climat océanique et le climat océanique altéré et est dans la région climatique Nord-est du bassin Parisien, caractérisée par un ensoleillement médiocre, une pluviométrie moyenne régulièrement répartie au cours de l'année et un hiver froid (3 °C).
Pour la période 1971-2000, la température annuelle moyenne est de 10,5 °C, avec une amplitude thermique annuelle de 14,8 °C. Le cumul annuel moyen de précipitations est de 717 mm, avec 12,4 jours de précipitations en janvier et 9,4 jours en juillet. Pour la période 1991-2020, la température moyenne annuelle observée sur la station météorologique la plus proche, située sur la commune de Valenciennes à 8 km à vol d'oiseau, est de 11,0 °C et le cumul annuel moyen de précipitations est de 694,1 mm,. Pour l'avenir, les paramètres climatiques de la commune estimés pour 2050 selon différents scénarios d'émission de gaz à effet de serre sont consultables sur un site dédié publié par Météo-France en novembre 2022.

## Urbanisme

### Typologie
Au 1er janvier 2024, Wavrechain-sous-Denain est catégorisée centre urbain intermédiaire, selon la nouvelle grille communale de densité à sept niveaux définie par l'Insee en 2022.
Elle appartient à l'unité urbaine de Valenciennes (partie française), une agglomération internationale regroupant 56  communes, dont elle est une commune de la banlieue,,. Par ailleurs la commune fait partie de l'aire d'attraction de Valenciennes (partie française), dont elle est une commune de la couronne,. Cette aire, qui regroupe 102 communes, est catégorisée dans les aires de 200 000 à moins de 700 000 habitants,.

### Occupation des sols
L'occupation des sols de la commune, telle qu'elle ressort de la base de données européenne d'occupation biophysique des sols Corine Land Cover (CLC), est marquée par l'importance des territoires agricoles (63,7 % en 2018), une proportion sensiblement équivalente à celle de 1990 (63,3 %). La répartition détaillée en 2018 est la suivante : 
terres arables (59,8 %), zones urbanisées (29,5 %), milieux à végétation arbustive et/ou herbacée (6,7 %), prairies (3,9 %), zones industrielles ou commerciales et réseaux de communication (0,1 %). L'évolution de l'occupation des sols de la commune et de ses infrastructures peut être observée sur les différentes représentations cartographiques du territoire : la carte de Cassini (XVIIIe siècle), la carte d'état-major (1820-1866) et les cartes ou photos aériennes de l'IGN pour la période actuelle (1950 à aujourd'hui).

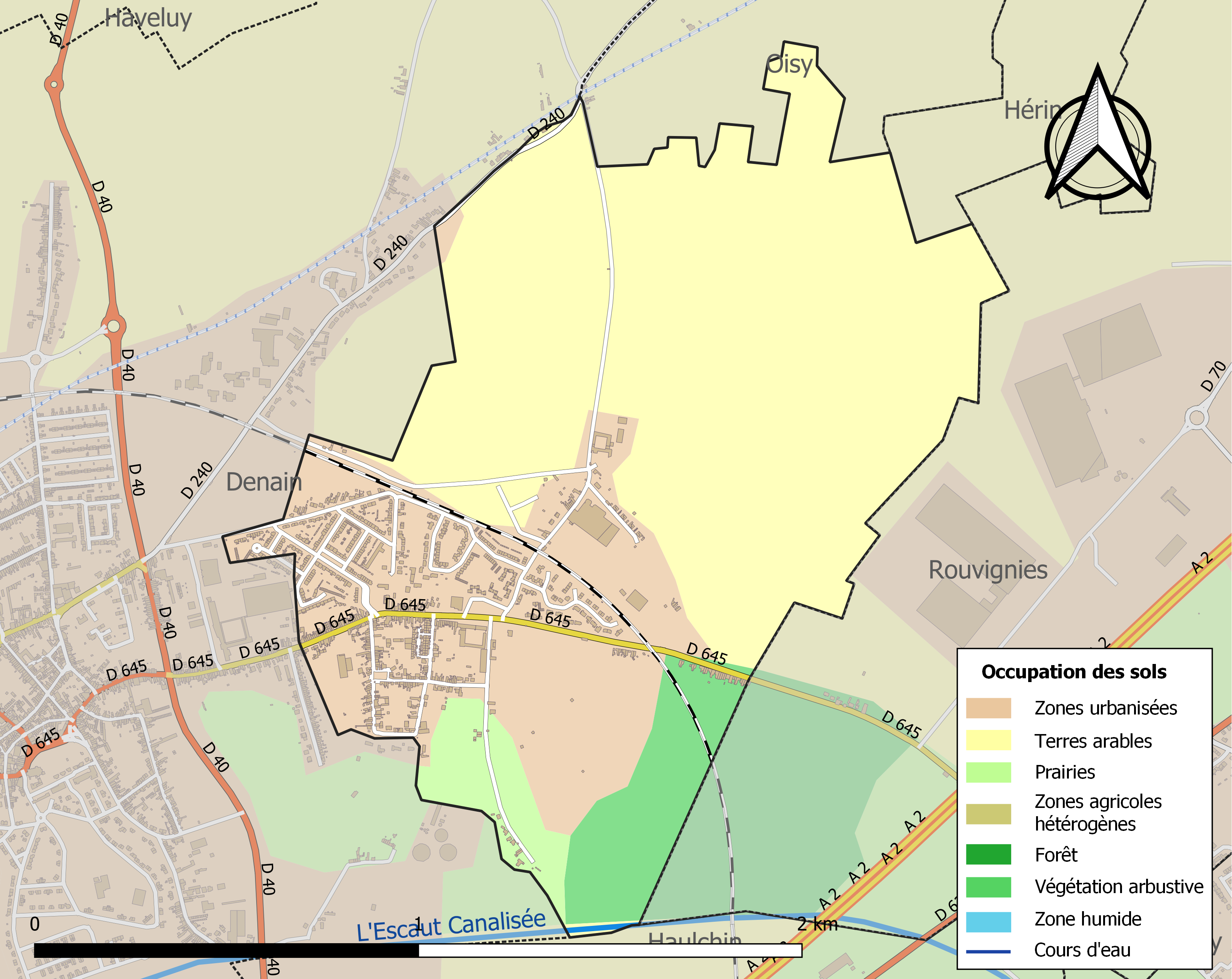
Carte des infrastructures et de l'occupation des sols de la commune en 2018 (CLC).

### Habitat et logement
En 2018, le nombre total de logements dans la commune était de 769, alors qu'il était de 722 en 2013 et de 732 en 2008.
Parmi ces logements, 90 % étaient des résidences principales, 0,3 % des résidences secondaires et 9,7 % des logements vacants. Ces logements étaient pour 91,3 % d'entre eux des maisons individuelles et pour 8,7 % des appartements.
Le tableau ci-dessous présente la typologie des logements à Wavrechain-sous-Denain en 2018 en comparaison avec celle du Nord et de la France entière. Une caractéristique marquante du parc de logements est ainsi une proportion de résidences secondaires et logements occasionnels (0,3 %) inférieure à celle du département (1,6 %) mais supérieure à celle de la France entière (9,7 %). Concernant le statut d'occupation de ces logements, 59,2 % des habitants de la commune sont propriétaires de leur logement (60,7 % en 2013), contre 54,7 % pour le Nord et 57,5 pour la France entière.
| Typologie                                               | Wavrechain-sous-Denain | Nord | France entière |
| ------------------------------------------------------- | ---------------------- | ---- | -------------- |
| Résidences principales (en %)                           | 90                     | 90,8 | 82,1           |
| Résidences secondaires et logements occasionnels (en %) | 0,3                    | 1,6  | 9,7            |
| Logements vacants (en %)                                | 9,7                    | 7,7  | 8,2            |

### Voies de communications et transports
La commune est desservie par la ligne 30 du réseau urbain Transvilles.

## Toponymie
- Wavercium, titre de l'Abbaye d'Hasnon ; 877.
- Wavercium, Jacques de Guise.
- Wavercins.
- Wavrechin[15].

## Histoire
- 877, Charles le Chauve donne le village à l'abbaye de Hasnon.
- 1072 Robert le Frison bâtit un château que prit et détruisit Baudouin le Jeune avec l'aide de son suzerain l'évêque de Liège[16].
- Wavrechain connaît un important essor avec l'implantation des avaleresses (puits en creusement) n°1 & 2, foncées par la Compagnie des mines d'Anzin dès 1892. Ce creusement porte la création de la fosse Blignières, nom provenant d'un administrateur de la Compagnie.

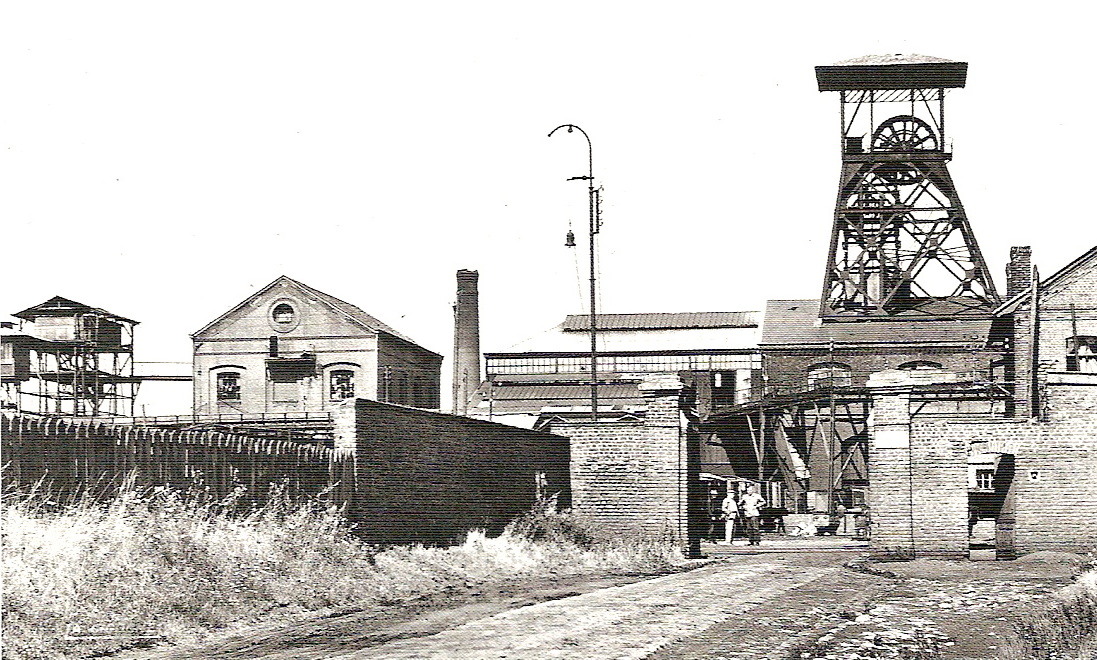
La Fosse Blignières, vers 1920.

La commune a été desservie pour le transport des voyageurs et marchandises par la ligne de la Croix-d'Anzin à Lourches de l'ancien tramway de Valenciennes , qui a fonctionné de 1902 à 1965, et qui était exploitée par les Chemins de fer économiques du Nord (CEN),.

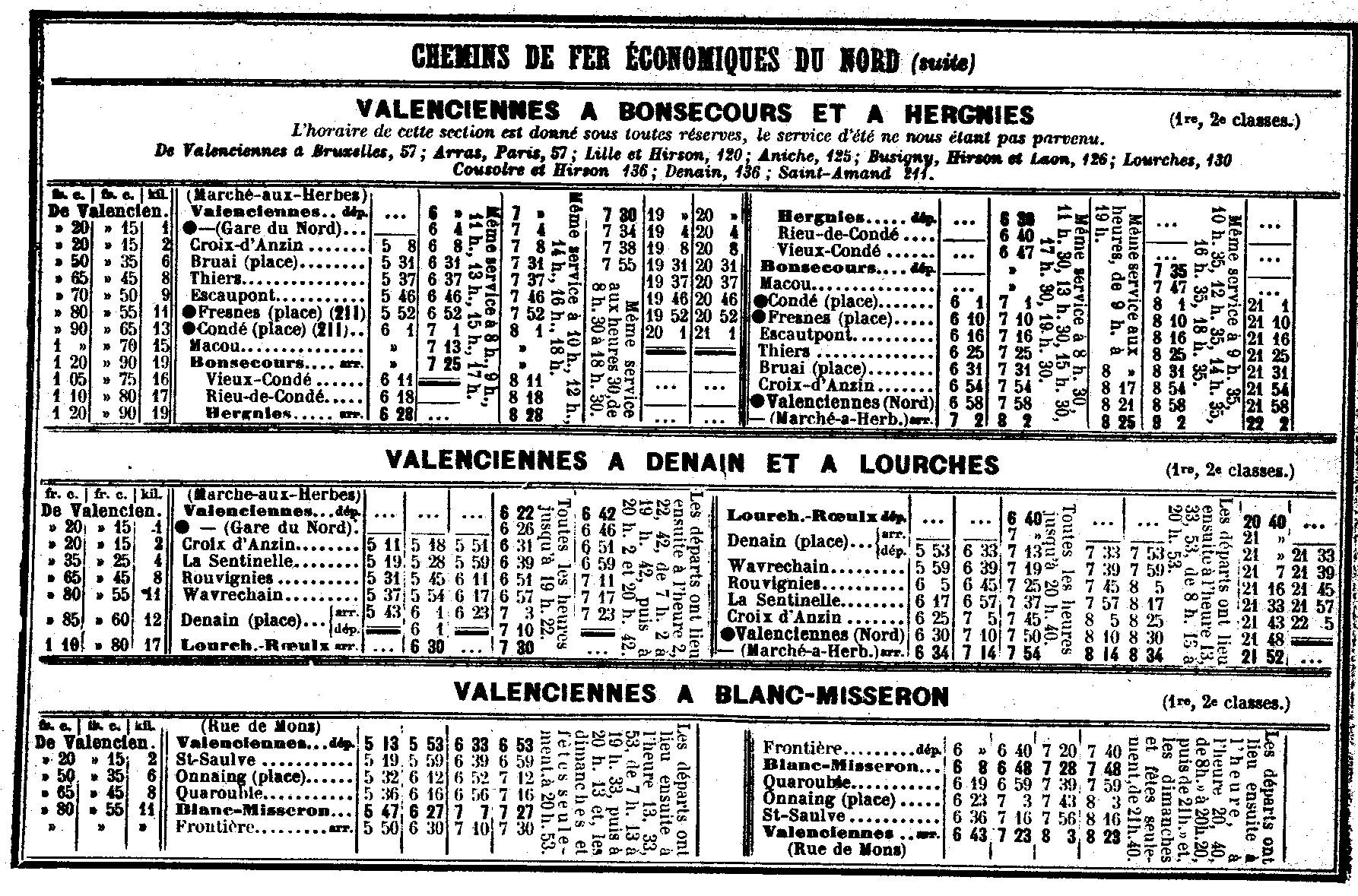
Horaires de mai 1914 des lignes de Valenciennes à Bonsecours, à Denain et à Blanc-Misseron

## Politique et administration

### Rattachements administratifs et électoraux

#### Rattachements administratifs
La commune se trouve depuis 1824 dans l'arrondissement de Valenciennes du département du Nord.
Elle faisait partie de 1793 à 1886 du canton de Bouchain, année où elle intègre le canton de Denain. Dans le cadre du redécoupage cantonal de 2014 en France, cette circonscription administrative territoriale a disparu, et le canton n'est plus qu'une circonscription électorale.

#### Rattachements électoraux
Pour les élections départementales, la commune fait partie depuis 2014 d'un nouveau  canton de Denain
Pour l'élection des députés, elle fait partie de la dix-neuvième circonscription du Nord.

### Intercommunalité
Wavrechain-sous-Denain est membre de la communauté d'agglomération de la Porte du Hainaut, un établissement public de coopération intercommunale (EPCI) à fiscalité propre créé en 2001 et auquel la commune a transféré un certain nombre de ses compétences, dans les conditions déterminées par le code général des collectivités territoriales. Cette intercommunalité a été recréée sous le même nom lors de la fusion avec la communauté de communes rurales de la Vallée de la Scarpe le 1er janvier 2014.

### Liste des maires successifs
Maire de 1802 à 1807 : Delincel,.

Maire en 1881 :  Leduc.
| Période                                  | Période         | Identité                                      | Étiquette | Qualité                                                                                              |
| ---------------------------------------- | --------------- | --------------------------------------------- | --------- | --- |
| Les données manquantes sont à compléter. |                 |                                               |           | |
| avant 1904                               |                 | Lucien Maurice Roger Louis Benoist de Laumont |           | |
| Les données manquantes sont à compléter. |                 |                                               |           | |
| mars 1971                                | 9 novembre 2005 | Lucien Laurette,                              | PCF       | Syndicaliste CGT Mort en fonction                                                                    |
| janvier 2006                             | mai 2020,       | Jacques Delcroix,                             | PCF       | |
| mai 2020,                                | 3 février 2022  | Jean-François Burette                         | PS        | Retraité de l'Éducation nationale Démissionnaire à la suite d'une crise au sein du conseil municipal |
| mars 2022                                | En cours        | Jacques Delcroix                              | PCF       | |
| Les données manquantes sont à compléter. |                 |                                               |           | |

Dans l'attente de nouvelles élections municipales, envisagées en mars 2022, la première maire-adjointe Valérie Lamant-Libert exerce l'intérim des fonctions  de Jean-François Burette, conformément aux dispositions du code général des collectivités territoriales.

## Équipements et services publics
La commune dispose d'un parc de loisirs, dans lequel l'intercommunalité construit en 2021 une halle destinée à accueillir le marché hebdomadaire et les initiatives  associatives.

### Eau et déchets
Les eaux usées de la commune sont traitées à la station d'épuration de Wavrechain-sous-Denain, mise en service en 2011 par le SIAD.

### Enseignement
Les enfants de la commune sont scolarisés au sein du groupe scolaire Maurice-Thorez, qui accueille une école maternelle et une école primaire.

### Santé
Wavrechain-sous-Denain accueille une partie du  centre hospitalier de Denain.

### Justice, sécurité, secours et défense
En 2020, la commune a intégré le conseil intercommunal de sécurité et de prévention de la délinquance (CISPD) créé en 2014 par cinq autres villes du Denaisis
La commune relève du tribunal judiciaire de Valenciennes, de la cour d'appel de Douai, du tribunal pour enfants de Valenciennes, du conseil de prud'hommes de Valenciennes, du tribunal de commerce de Valenciennes, du tribunal administratif de Lille et de la cour administrative d'appel de Douai.

## Population et société

### Démographie

#### Évolution démographique
L'évolution du nombre d'habitants est connue à travers les recensements de la population effectués dans la commune depuis 1800. Pour les communes de moins de 10 000 habitants, une enquête de recensement portant sur toute la population est réalisée tous les cinq ans, les populations de référence des années intermédiaires étant quant à elles estimées par interpolation ou extrapolation. Pour la commune, le premier recensement exhaustif entrant dans le cadre du nouveau dispositif a été réalisé en 2005.

En 2022, la commune comptait 1 606 habitants, en évolution de −2,9 % par rapport à 2016 (Nord : +0,51 %, France hors Mayotte : +2,11 %).
| 1800 | 1806 | 1821 | 1831 | 1836 | 1841 | 1846 | 1851 | 1856 |
| ---- | ---- | ---- | ---- | ---- | ---- | ---- | ---- | ---- |
| 100  | 117  | 165  | 173  | 187  | 206  | 209  | 243  | 282  |

| 1861 | 1866 | 1872 | 1876 | 1881 | 1886 | 1891 | 1896 | 1901 |
| ---- | ---- | ---- | ---- | ---- | ---- | ---- | ---- | ---- |
| 326  | 376  | 364  | 436  | 492  | 507  | 509  | 554  | 793  |

| 1906 | 1911 | 1921  | 1926  | 1931  | 1936  | 1946  | 1954  | 1962  |
| ---- | ---- | ----- | ----- | ----- | ----- | ----- | ----- | ----- |
| 824  | 954  | 1 048 | 1 133 | 1 128 | 1 191 | 1 201 | 1 171 | 1 865 |

| 1968  | 1975  | 1982  | 1990  | 1999  | 2005  | 2006  | 2010  | 2015  |
| ----- | ----- | ----- | ----- | ----- | ----- | ----- | ----- | ----- |
| 1 956 | 1 791 | 1 929 | 1 797 | 1 731 | 1 745 | 1 747 | 1 638 | 1 654 |

| 2020  | 2022  | - | - | - | - | - | - | - |
| ----- | ----- | - | - | - | - | - | - | - |
| 1 624 | 1 606 | - | - | - | - | - | - | - |

#### Pyramide des âges
La population de la commune est relativement jeune.
En 2018, le taux de personnes d'un âge inférieur à 30 ans s'élève à 39,0 %, soit en dessous de la moyenne départementale (39,5 %). À l'inverse, le taux de personnes d'âge supérieur à 60 ans est de 23,2 % la même année, alors qu'il est de 22,5 % au niveau départemental.
En 2018, la commune comptait 778 hommes pour 873 femmes, soit un taux de 52,88 % de femmes, légèrement supérieur au taux départemental (51,77 %).
Les pyramides des âges de la commune et du département s'établissent comme suit.
| Hommes | Classe d’âge | Femmes |
| ------ | ------------ | ------ |
| 0,4    | 90 ou +      | 1,4    |
| 4,7    | 75-89 ans    | 9,3    |
| 13,1   | 60-74 ans    | 16,9   |
| 19,9   | 45-59 ans    | 17,6   |
| 20,9   | 30-44 ans    | 17,6   |
| 18,3   | 15-29 ans    | 16,3   |
| 22,7   | 0-14 ans     | 21,0   |

| Hommes | Classe d’âge | Femmes |
| ------ | ------------ | ------ |
| 0,5    | 90 ou +      | 1,4    |
| 5,3    | 75-89 ans    | 8,1    |
| 14,8   | 60-74 ans    | 16,2   |
| 19,1   | 45-59 ans    | 18,4   |
| 19,5   | 30-44 ans    | 18,7   |
| 20,7   | 15-29 ans    | 19,1   |
| 20,2   | 0-14 ans     | 18     |

## Culture locale et patrimoine

### Lieux et monuments
- L'église Saint-Léger. Le plafond de la nef menaçant ruine, une lourde réhabilitation du clos et du couvert a été votée en 2006 par le conseil communautaire de la Communauté d'agglomération de la Porte du Hainaut ;
- La chapelle Notre-Dame du mont Carmel a été construite en 1839 et restaurée en 2004. Une procession annuelle est organisée le 16 juillet[44]. Depuis 1929, la congrégation des servantes de Marie d'Anglet existe dans la commune.

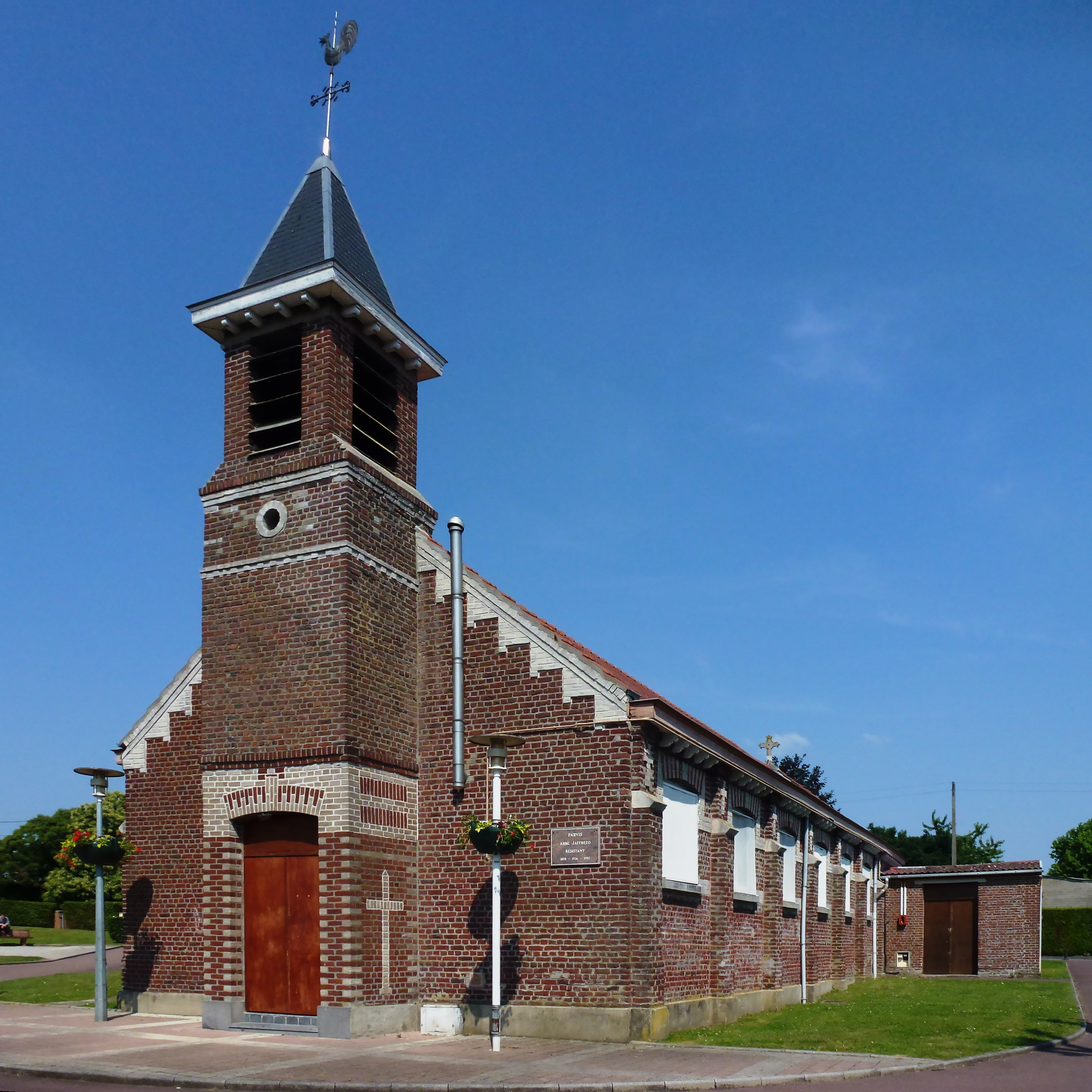
Église Saint-Léger.
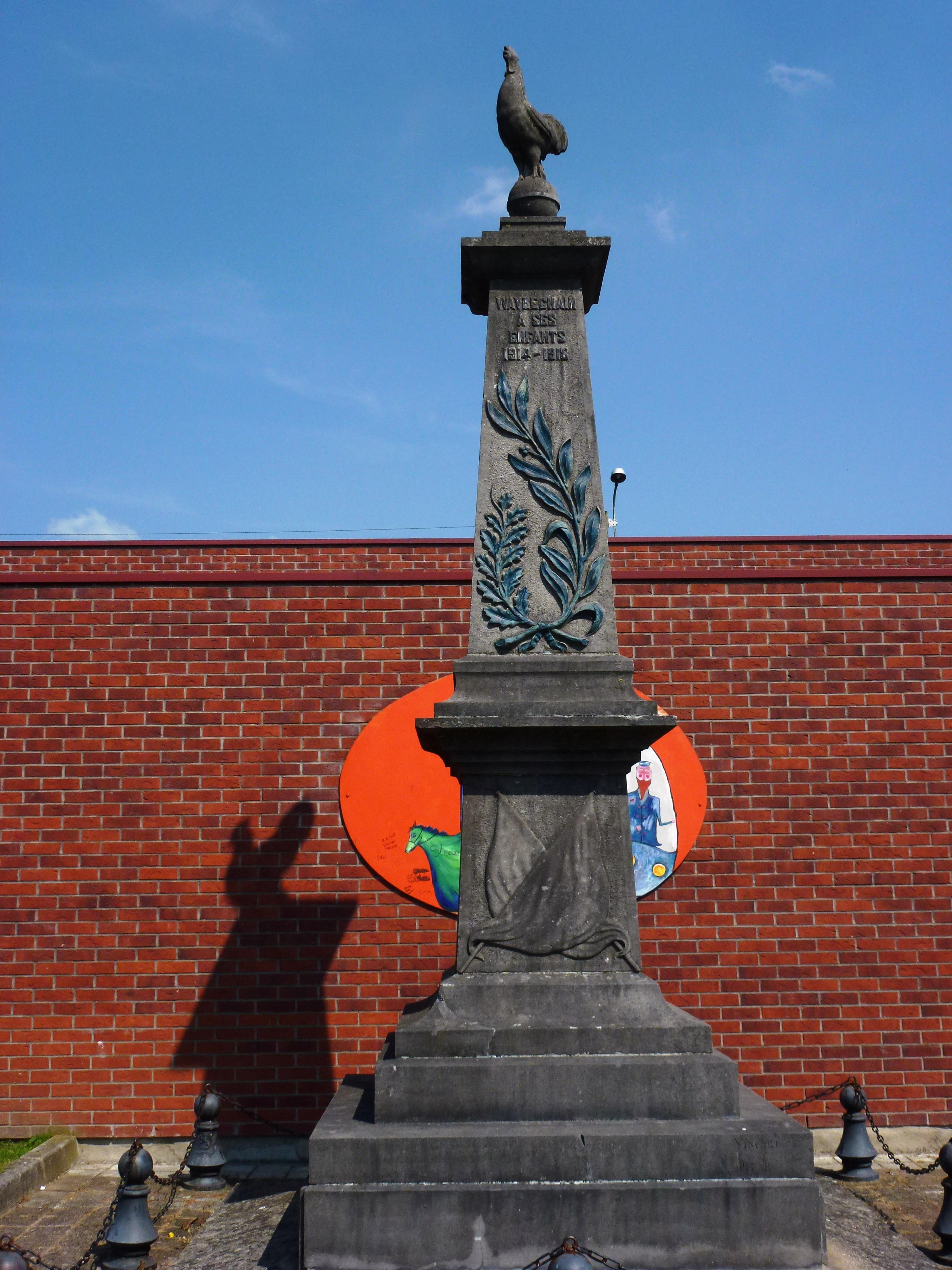
Monument aux morts.
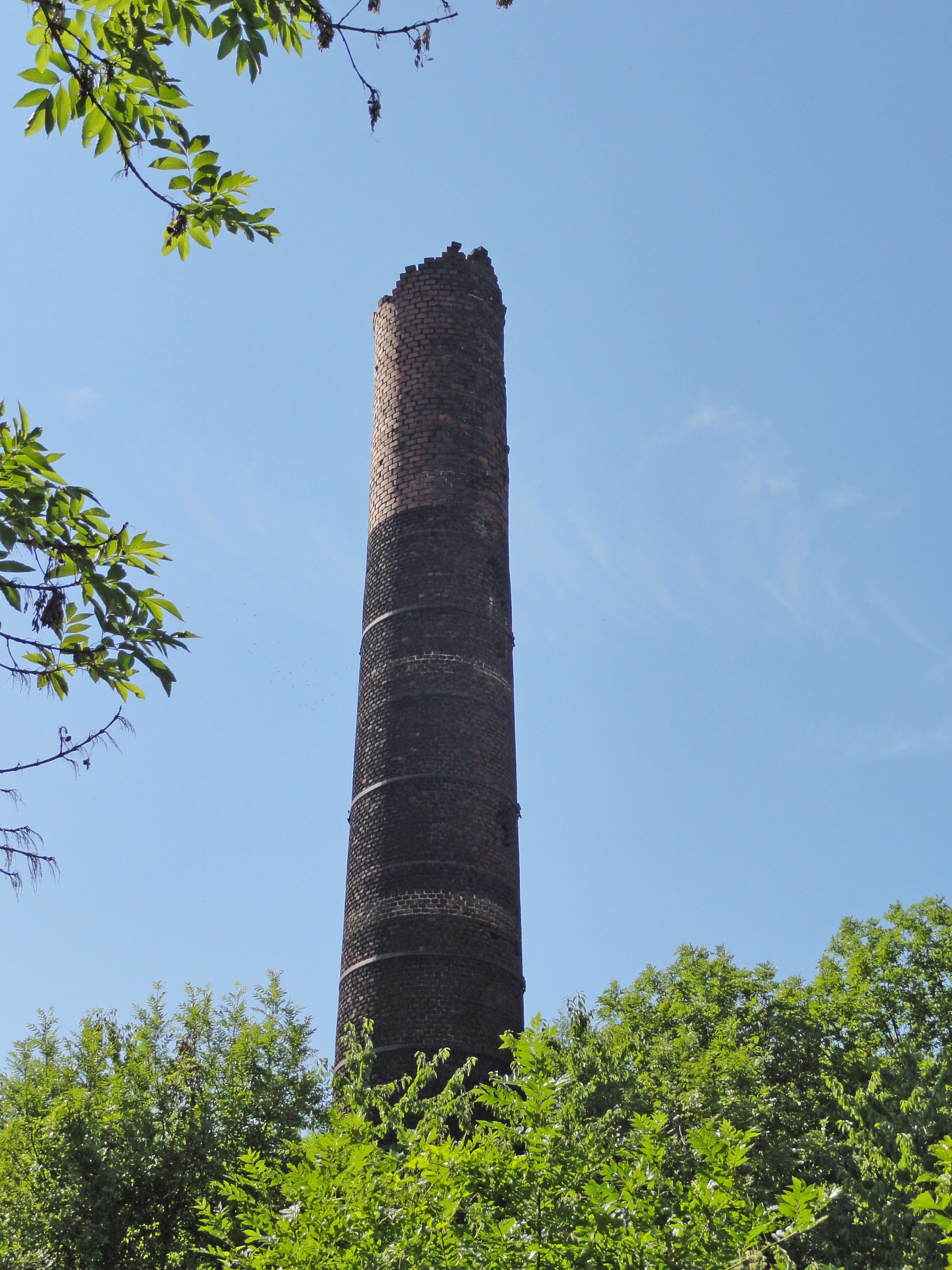
Ancienne cheminée de la Fosse Blignières
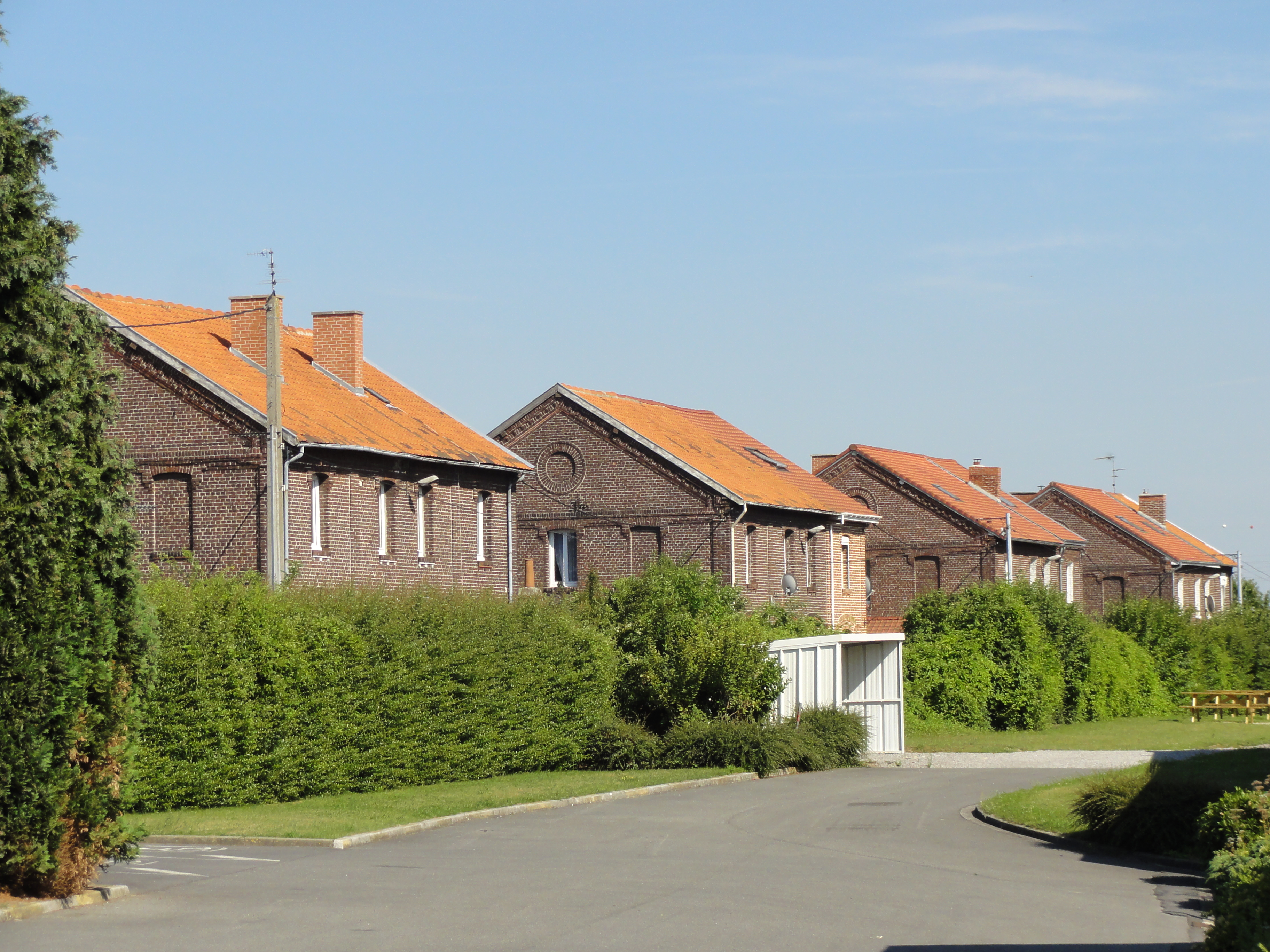
Cité de la Fosse Blignières
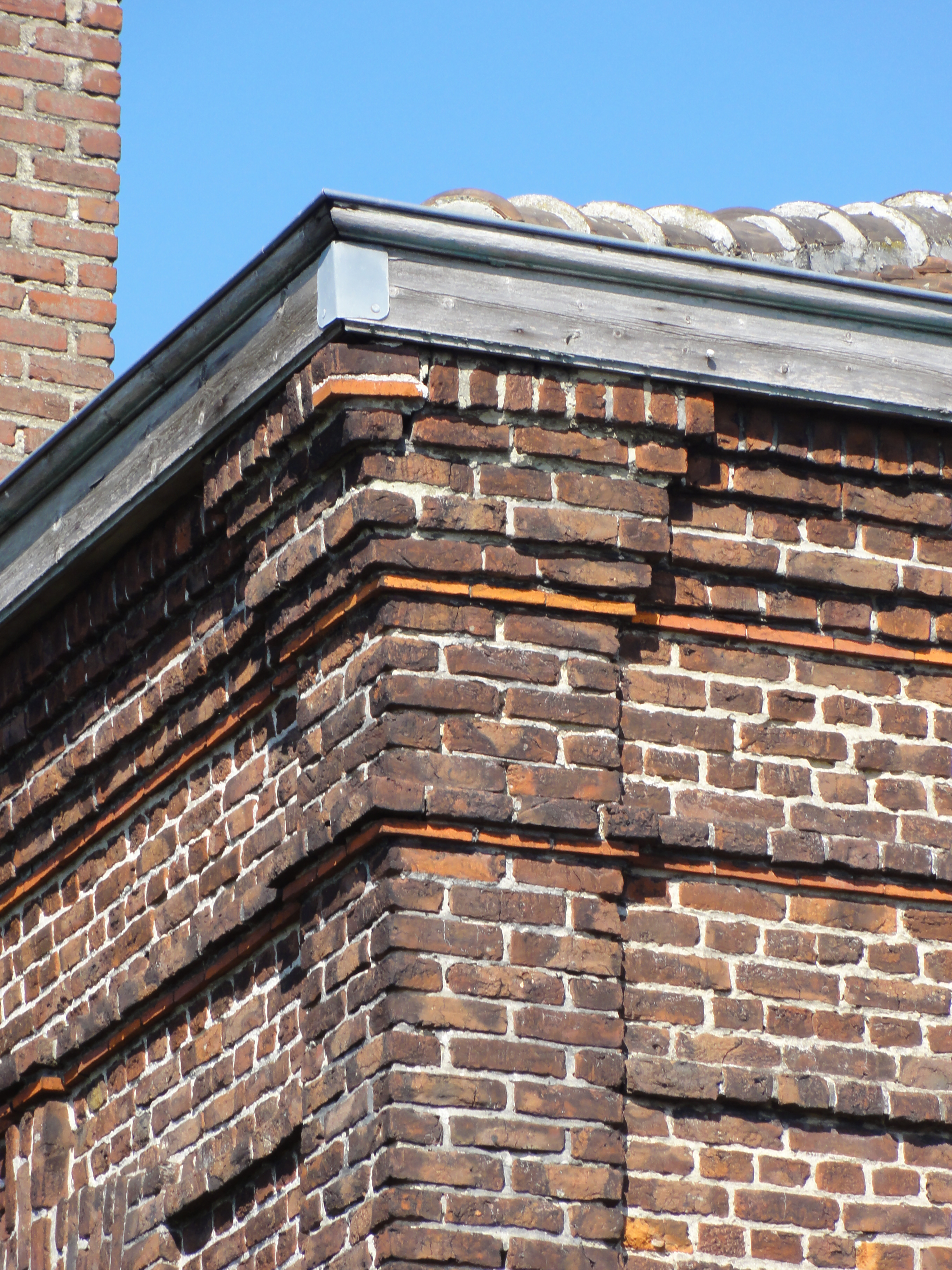
Détail architectural de la cité de la Fosse Blignières
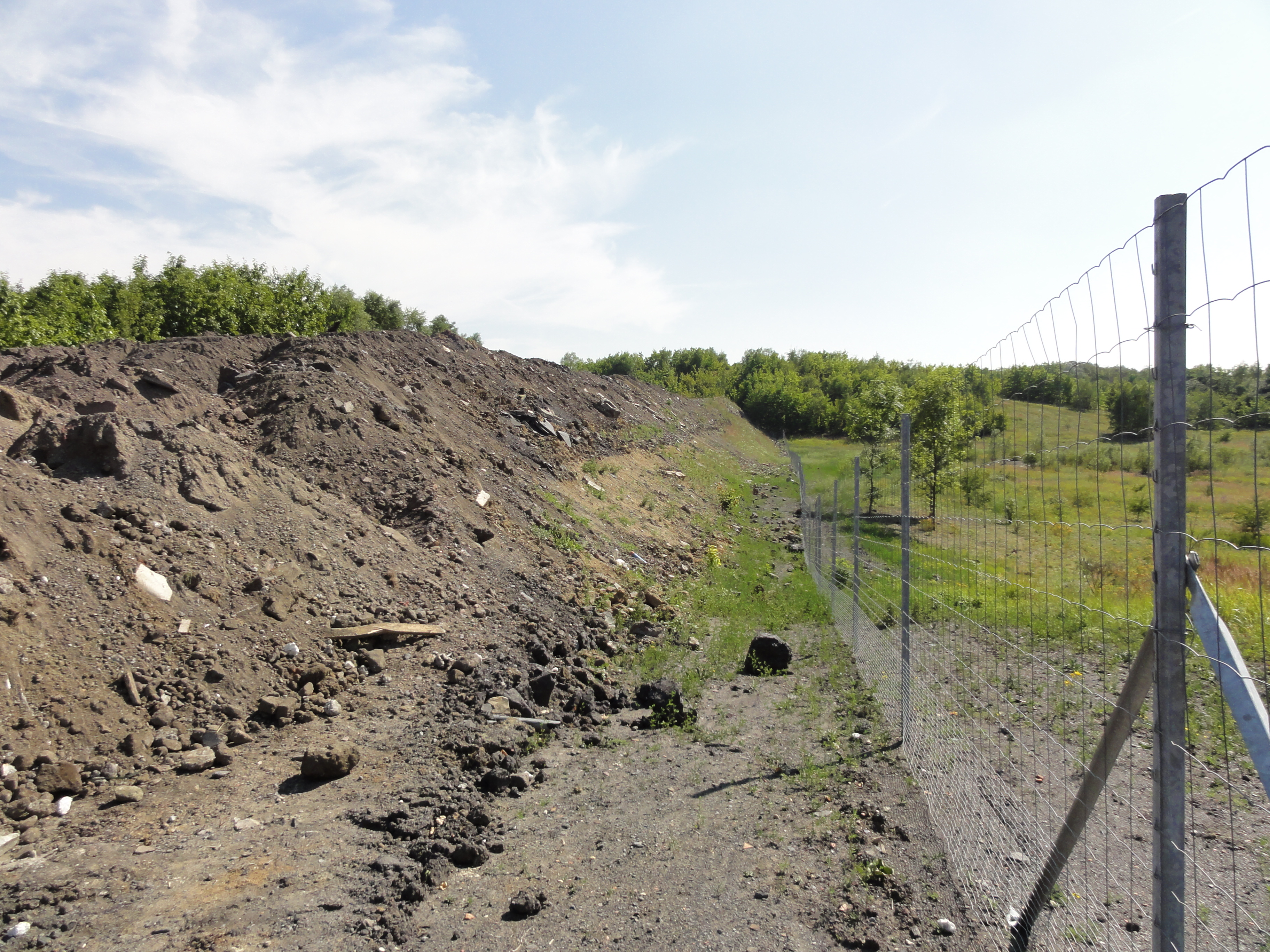
Terril no 166 dit  Blignières Est
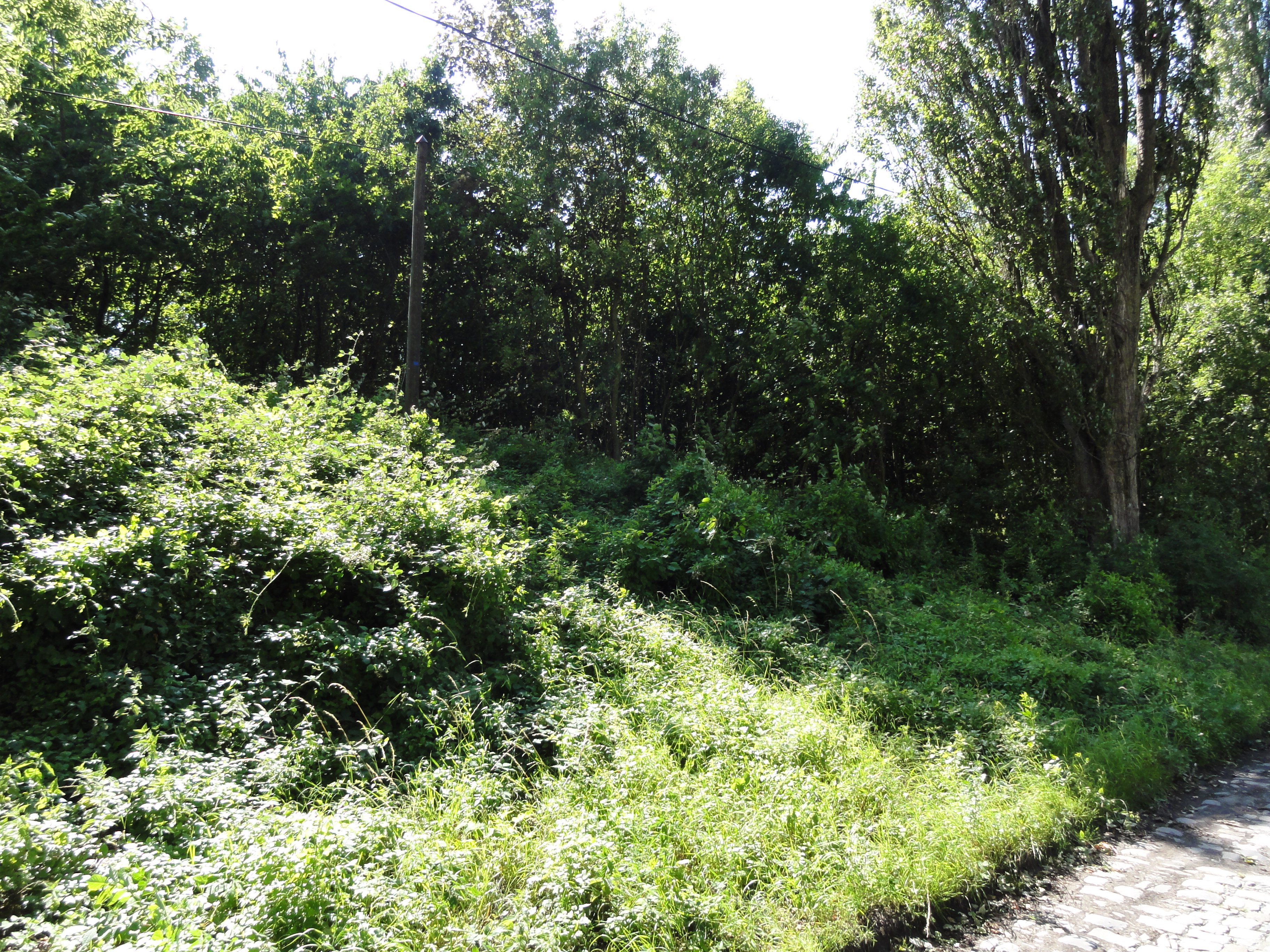
Végétation spontanée du terril no 166A dit Blignières Carreau

## Pour approfondir